# De Lastige Bruggeling
De Lastige Bruggeling (tijdens de eerste twee jaar De Lastigen Bruggeling, afgekort LB) was een Brugse stadskrant die verscheen van oktober 1974 tot januari 1982 en ontstond binnen de groep Cactus-Elcker-ik, naar het voorbeeld van De Lastigen Amsterdammer. 
Het was een van de vele stadskranten die toen in Vlaanderen verschenen. De bekendste is wellicht De stoeten Ostendenoare, die nog bestaat als anarchistische actiegroep. Andere titels zijn Gazet van Zurenborg (Antwerpen), 't Peperbuske (Lier), Manten (Kortrijk), Den Aschranten (Lokeren), De Nieuwsgierige Hasselaar (Hasselt, Mols Hoop (Mol), Anders gaan Leuven, 't Spijker (Broechem).

## Technisch
LB was een maandblad (maar dat ritme werd niet altijd gevolgd), op A4-formaat, met ongeveer 20-30 pagina's. Vooral tijdens de eerste jaren was de opmaak chaotisch en het is niet altijd duidelijk wanneer een nummer verschenen is en hoeveel nummers een jaargang uiteindelijk telde. De meeste auteurs bleven anoniem. Verantwoordelijke uitgever was W. Janssens - Elcker-ik.

## Michel Van Maele
De belangrijkste aanleiding voor de oprichting was het beleid van de toenmalige burgemeester Michel Van Maele en de immobiliënprojecten van de familie Van Maele en bevriende families. Een groot deel van de artikelen kan alleen goed begrepen worden als tegelijk de spreekbuis van Van Maele, het gratis verdeelde tijdschrift Brugge van de vzw Boudewijnpark gelezen wordt.
Het laatste nummer bevat een uitgebreid historisch overzicht en een index.
Van 1981 tot 1984 bestond een vzw De Lastige Bruggeling. Over de bestaansreden en de activiteiten van deze vzw werd niets teruggevonden.

## Opvolgers
Een eerste opvolger was het stadsmagazine Kan't?. In tegenstelling tot de amateuristische en anonieme LB was Kan't? een professioneel gemaakt maandblad met (toen) bekende namen als medewerkers: Bea Bossaerts, Jon Misselyn, Marnieks Puype, Eric Van Hove (verantwoordelijke uitgever), Jan Rachels (publiciteit), Bruno Setola (opmaak), Marec, Peter van Straaten … Het was een product van de vzw Breyghel.
Een tweede opvolger was De Nieuwe Lastige Bruggeling, waarvan in 2004-2005 minstens vijf nummers verschenen. Initiatiefnemer was onder meer Peter Mahieu, mede-oprichter van het Groene Gordel Front en het Lappersfront. Als verantwoordelijke uitgever werd Kunstkring Kringkunst vermeld. Luc Fossaert protesteerde als gewezen hoofdredacteur van de echte LB tegen het misbruik van de titel, maar in het historisch overzicht van de laatste LB wordt zijn naam niet vermeld.